# MTVR

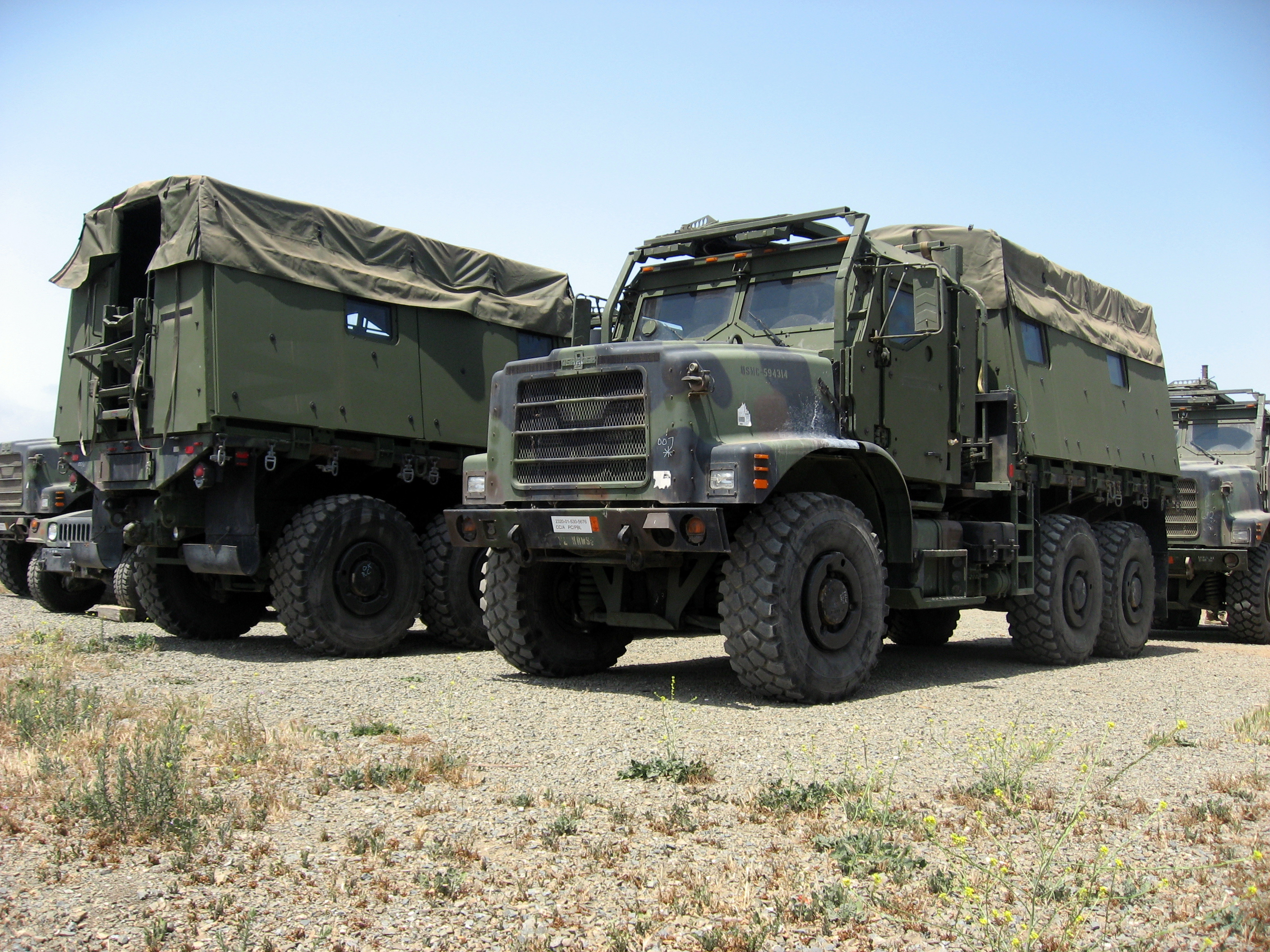
Стандартные грузовые автомобили MTVR MK23 с комплектами бронезащиты (APK) и бронированными задними десантными отсеками

MTVR (аббревиатура от англ: Medium Tactical Vehicle Replacement) — серия грузовых автомобилей, используемых морскими пехотинцами США.  Первые MTVR были поставлены в войска в конце 1999 года. MTVR является эквивалентом семейства средних тактических машин (FMTV) армии США. Морские пехотинцы не используют FMTV (за исключением HIMARS на шасси FMTV), а армия не использует MTVR. MTVR разработан и производится компанией Oshkosh Defense.

## История разработки и производства
MTVR берет свое начало в двух военных программах США: Замена 5-тонного тактического грузовика (5TTR) для армии США и замена среднего тактического автомобиля (MTVR) для морской пехоты США . Цель этих программ заключалась в модернизации и продлении срока службы около 3400 5-тонных грузовиков серии M939 армии США и 8100 5-тонных грузовиков морской пехоты США серий M809 и M939. Контракты на прототип и разработку для обеих программ были заключены в 1996 году. Впоследствии программа 5TTR была остановлена, а программа MTVR превратилась из программы модернизации в программу поставки новых машин.
Компания Oshkosh получила многолетний контракт на производство MTVR в феврале 1999 года. Поставка первых автомобилей была запланирована на конец 1999 года. Поставки четырёх модификаций  (MK23, MK25, MK27, MK28) по первоначальному контракту продолжались до августа 2005 года. Было поставлено 6 931 MTVR, 6 393 - морской пехоте и 538 - военно-морскому флоту. Первые MTVR были приняты на вооружение в июле 2001 года. Затем последовали три дополнительных варианта: MK29, MK30 и MK36.
В июле 2004 года по отдельному контракту Oshkosh начала производство еще одного варианта MTVR -  MK37. Основанный на модели MK27 и оснащенный установленным сзади погрузочно- разгрузочным краном Hiab грузоподъемностью 4,5 тонны  при максимальном вылете стрелы 3,2 метра, MK37 представляет собой машину пополнения запасов для высокомобильной артиллерийской ракетной системы морской пехоты США (HIMARS). В комплекте идёт прицеп MK38.
Компания Oshkosh получила второй многолетний контракт на MTVR (с 2005 по 2010 год) в июле 2004 года. Первоначально он предназначался только для военных продаж за границу (FMS) и ВМС США . В конечном итоге по этому контракту ВМС США и морская пехота совместно получили более 2000 машин.
В 2005 году тягач MK31 Medium Equipment Transporter (MET) поступил на вооружение Военно-морских строительных батальонов, а позднее в том же году — морской пехоты.
MK28C является вариантом MK28. MK28C (шасси C) заменил типы автомобилей специального назначения (SPV), которые основаны на сочетании шасси тактических и коммерческих грузовиков и включают: распределитель воды на 7,5 кубометров; топливозаправщик на 5,7 кубометров; асфальтоукладчик; буровая установка. Взаимозаменяемые готовые коммерческие кузова (англ: commercial-off-the-shelf (COTS)) или модифицированные COTS-кузова устанавливаются на шасси MK28C в зависимости от необходимости.
В 2005 году Oshkosh получила контракт на перепроизводство первоначальных 27 MTVR в новой конфигурации.
16 мая 2008 года был построен 10-тысячный MTVR. К концу 2011 года было заказано примерно 11 135 MTVR, в том числе 9 221 для морской пехоты США и 1 855 для ВМС.
В 2012 году с Oshkosh был заключен третий (и последний) пятилетний многолетний контракт на поставку MTVR (67 млн долларов США на 338 машин; 278 морских пехотинцев, 60 морских пехотинцев). Включая этот заказ, морская пехота США заказала 11 359 MTVR, из них около 1900 для ВМС.
Совместно с Pierce Manufacturing ( компания, входящая в Oshkosh Corporation ) Oshkosh разработала на базе MTVR MK23 / 25 пожарную цистерну Hawk Extreme на базе MTVR MK23 / 25, которая продаётся  на коммерческой основе.

## Техническое описание
Все серийные версии MTVR основаны на одной и той же конфигурации шасси 6×6 и имеют раму, изготовленную из термически обработанной углеродисто-марганцевой стали. Двигатель расположен под передним стеклопластиковым капотом . Кабина вмещает три человека и представляет собой сварную конструкцию из алюминиевого профиля с приклеенной алюминиевой обшивкой. Кабина складывается, чтобы уменьшить общую высоту до 2,5 метра, а с середины 2007 года серийные автомобили готовы к бронированию и оснащены кондиционером. Также измененны крепления кабины и модернизирована подвеска кабины.
За исключением британских вариантов Wheeled Tanker, все MTVR оснащены 11,9-литровым шестицилиндровым дизельным двигателем Caterpillar C-12 с улучшенной системой управления ADEM III , который развивает мощность 425 лошадиных сил при 180 об/мин. Когда система централизованного регулирования давления воздуха в шинах (CTIS) настроена на полезную нагрузку от 0 до 2 тонн, выходная мощность двигателя автоматически снижается примерно на 20%.   Трансмиссия укомплектована семиступенчатой автоматической коробкой передач Allison HD 4070P , гидротрансформатором TC-541 и одноступенчатой раздаточной коробкой серии Oshkosh 30000. Полный привод постоянный, и в условиях движения по шоссе распределение крутящего момента составляет 32% на переднюю ось и 68% на заднюю.
Независимая пружинная подвеска Oshkosh TAK-4, установленная на MTVR, обеспечивает ход передней подвески 40 см и задней подвески 32 см. Эвакуатор MK36 и тягач MK31 имеют заднюю гидравлическую подвеску Hendrickson.
Стандартные шины, установленные на MTVR, - Michelin 1600 R20 XZL, и, за исключением варианта эвакуатора MK36. Запасные колёса отсутствуют. Система централизованного регулирования давления воздуха в шинах позволяет водителю регулировать давление в шинах в соответствии с полезной нагрузкой и условиями местности прямо с места водителя. Стальные колесные диски, состоящие из двух частей и соединенные болтами, снабжены замками для экстремально низкого давления, а шины остаются на своих местах при давлении до 0,68 атмосферы. В случае полного выхода из строя какой-либо одной шины, в аварийном режиме можно поднять и закрепить подвеску оси по одному борту
MTVR развивает максимальную скорость 65 миль в час. Запас хода - 186 км. Преодолеваемый подъём -  60%,  боковой уклон 40% с максимальной нагрузкой по пересеченной местности. MTVR может преодолеть водные преграды глубиной до 1,5 метров.
MTVR может транспортироваться транспортными самолетами C-5 , C-17 и C-130 Hercules. MK23 может перевозиться на подвешске вертолета CH-53 .
Компанией Oshkosh разработан оригинальный прицеп для грузовика MTVR. Также Oshkosh производит трейлер для MTVR и поставляет соответствующие прицепы для варианта машины пополнения запасов MK37 HIMARS . 

## Варианты
- MK23 - стандартный грузовой автомобиль, колесная база 4,67 метра
- MK25 - стандартный грузовой автомобиль с лебедкой, колесная база 4,67 метра
- MK27 - удлиненный грузовой автомобиль, колесная база 5,49 метра
- MK28 - удлиненный грузовой автомобиль с лебедкой, колесная база 5,49 метра
- МК29 - самосвал без лебёдки, колесная база 4,67 метра
- МК30 — самосвал с лебёдкой, колесная база 4,67 метра
- MK36 - эвакуатор, колесная база 5,49 метра
- МК31 - тягач, колесная база 5,49 метра
- MK28C - автомобиль специального назначения с колесной базой 5,49 метра
- MK37 - автомобиль пополнения боезапаса для HIMARS, колесная база 5,49 метра (на базе MK27)
- MK38 - прицеп для MK37

## MTVR Armor Systems (MAS)
Oshkosh предлагает систему бронирования MTVR MTVR Armor Systems (MAS). Стандартный комплект MAS с модернизацией живучести (MAS-SU) доступен для всех моделей. Также доступен MAS с уменьшаемой высотой (MAS-RH). Для установки брони требуется модернизация передней оси автомобиля и подвески кабины, а также доработка пулемётной установки на крыше кабины. С середины 2007 года все серийные MTVR были готовы к бронированию, и эти модификации теперь являются частью стандартной спецификации автомобиля.
Разработка комплекта защиты для MTVR началась в 2003 году, а первый производственный контракт был заключен в 2004 году и предусматривал поставку 920 базовых накладок APK для кабины, а также 460 модульных бронированных задних отсеков десантника. Комплекты кабины и десантника, хотя и дополняют друг друга, являются отдельными единицами и могут быть установлены независимо. Последующий контракт на 930 комплектов кабин и 465 задних десантных отсеков был заключен в 2005 году. Еще два контракта на поставку 293 комплектов кабин были заключены в 2007 году. Также было поставлено около 2400 комплектов уменьшаемой по высоте брони для MVTR.

## Галерея

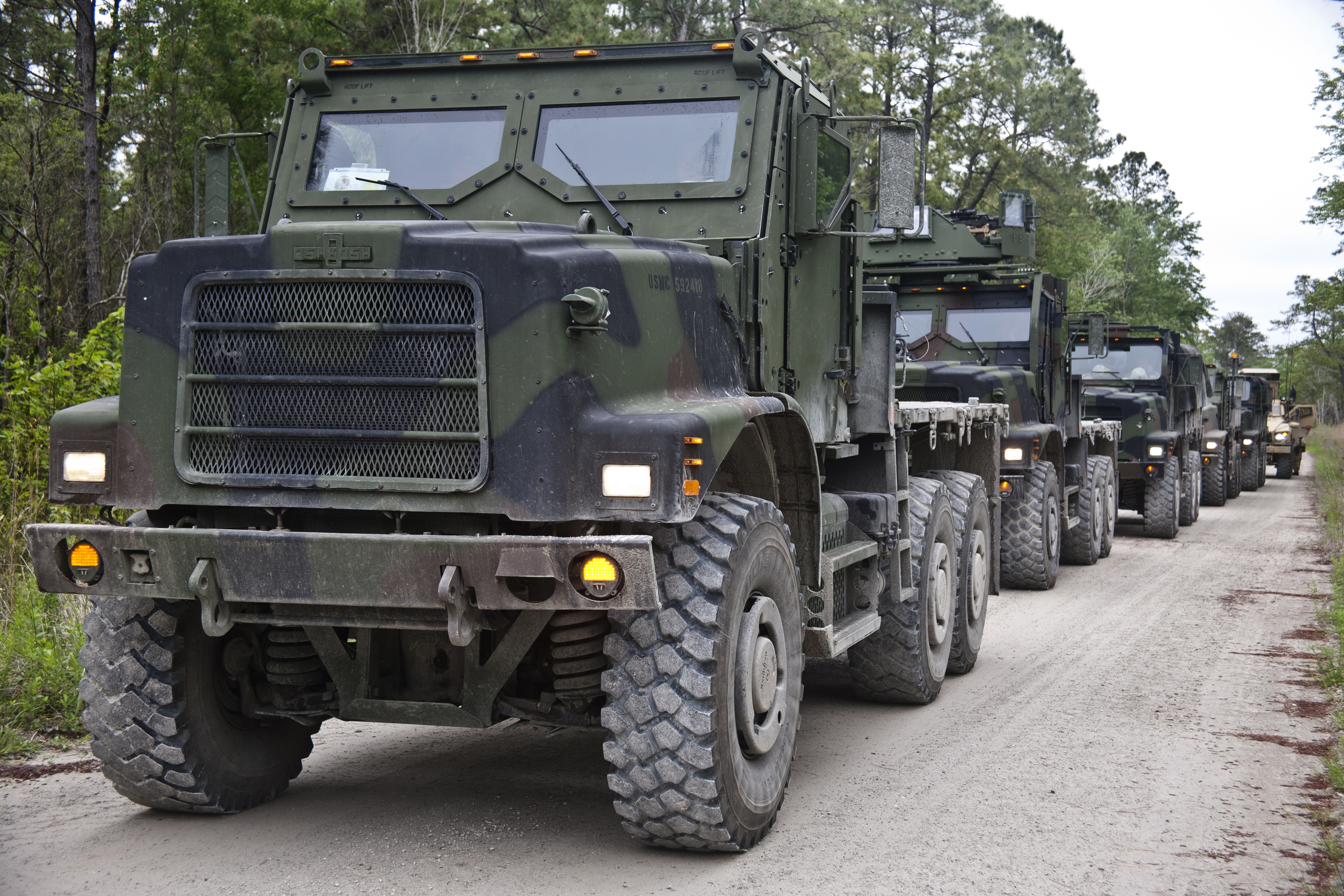
Стандартный грузовой MTVR с колесной базой 4,674 м - MK23 или MK25 (с лебедкой). Этот MK23/MK25 оснащен бронированной кабиной.
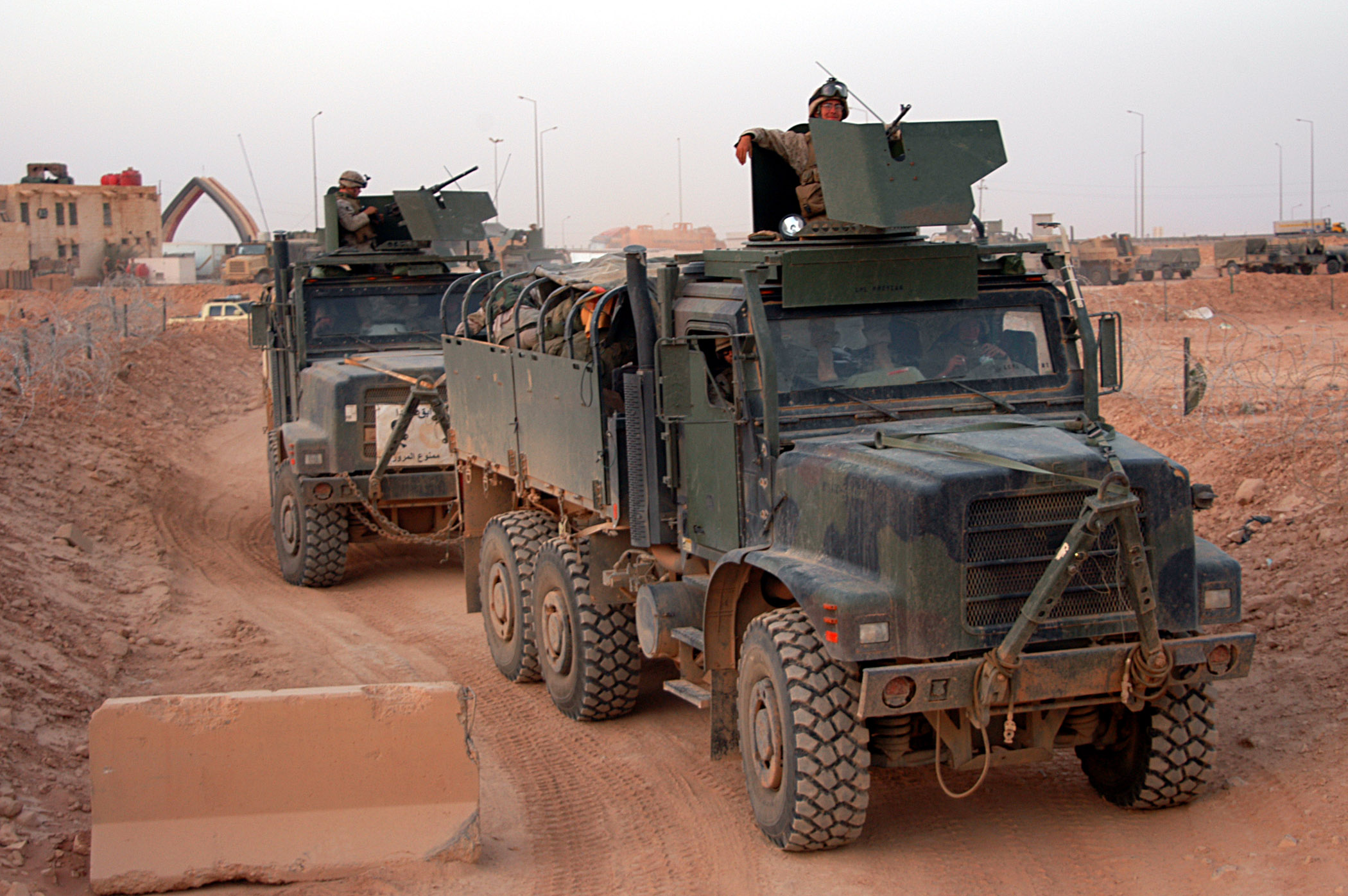
До разработки официального комплекта брони для MTVR в 2003 году MTVR были оснащены различным самодельным бронированием.
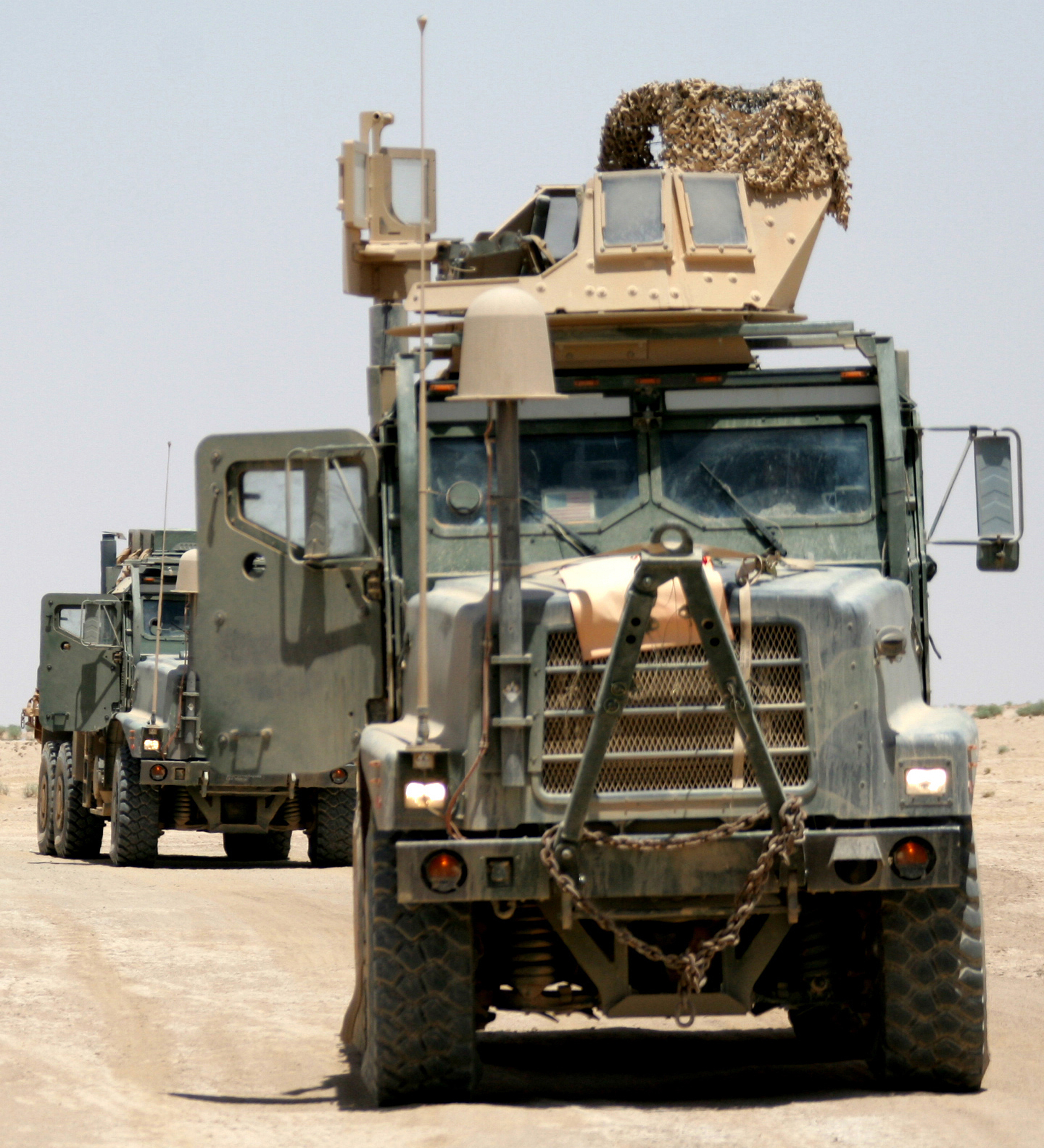
Разработка комплекта защиты для MTVR началась в 2003 году, а первый контракт на производство был заключен в 2004 году.
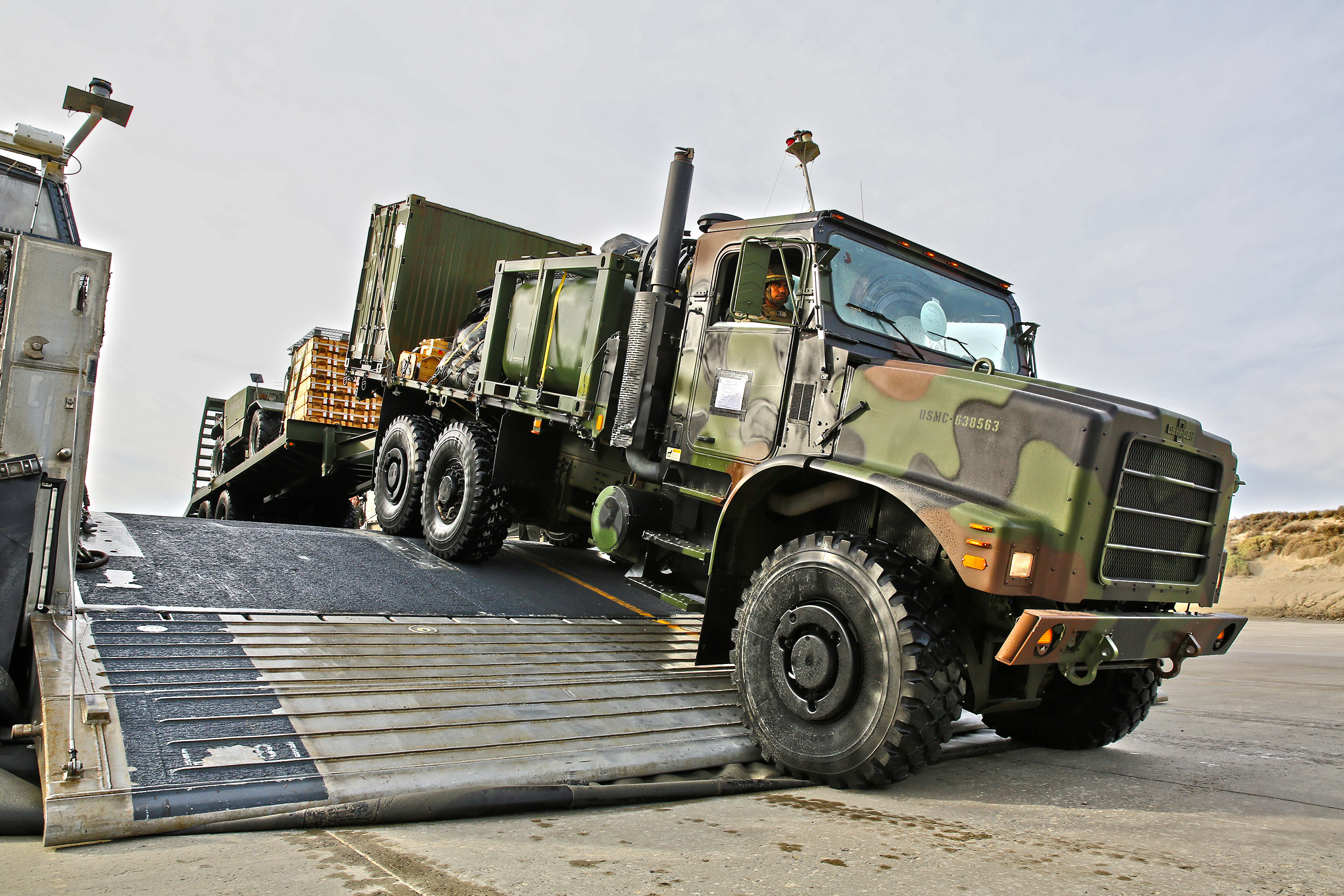
Обозначение удлиненных грузовых MTVR с колесной базой 5,486 м - MK27 или MK28 (с лебедкой).
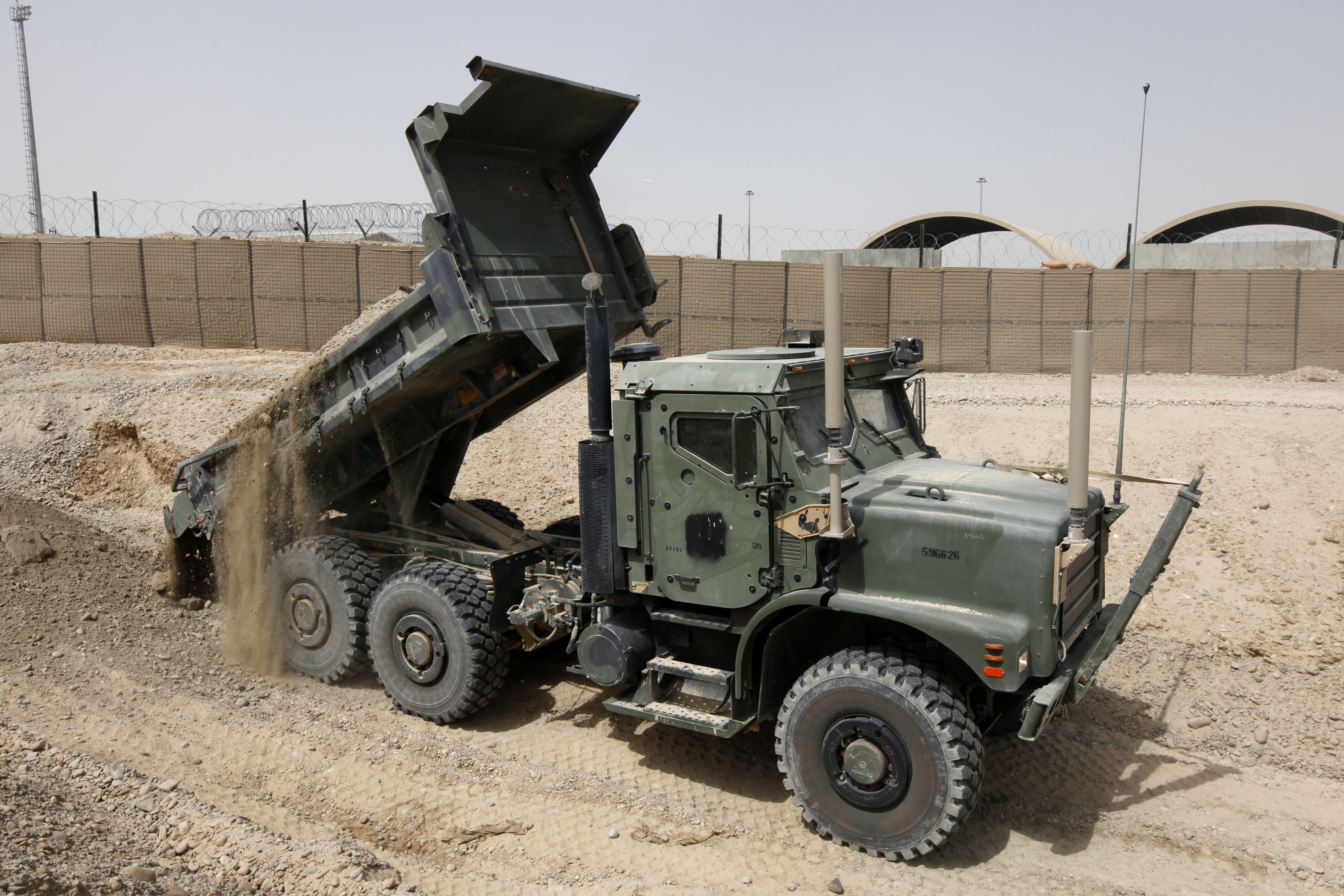
Обозначение самосвалов MTVR - МК29 или МК30 (с лебедкой). Этот MK30 оснащен бронированной кабиной
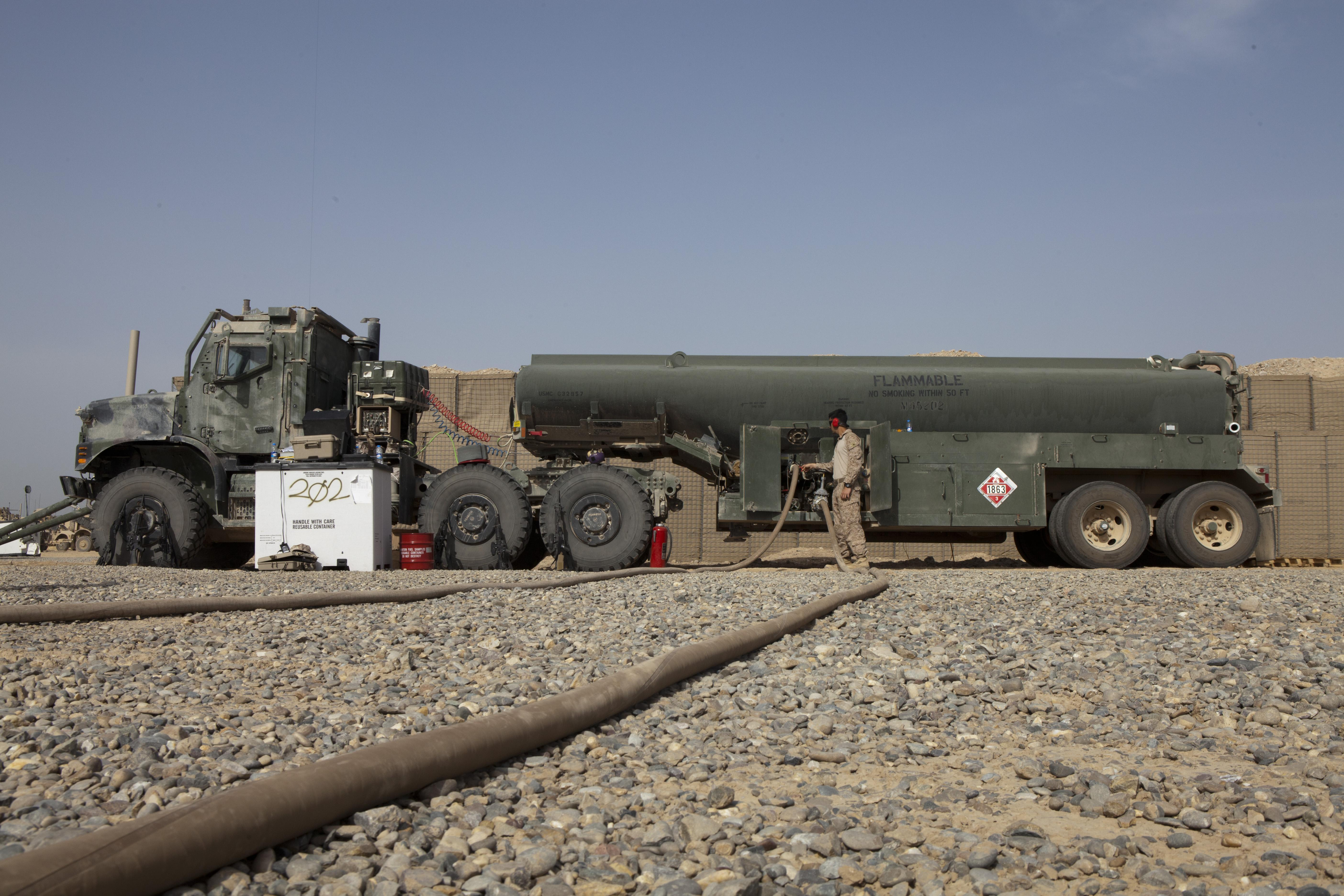
Седельный тягая MTVR МК31 с бронированной кабиной
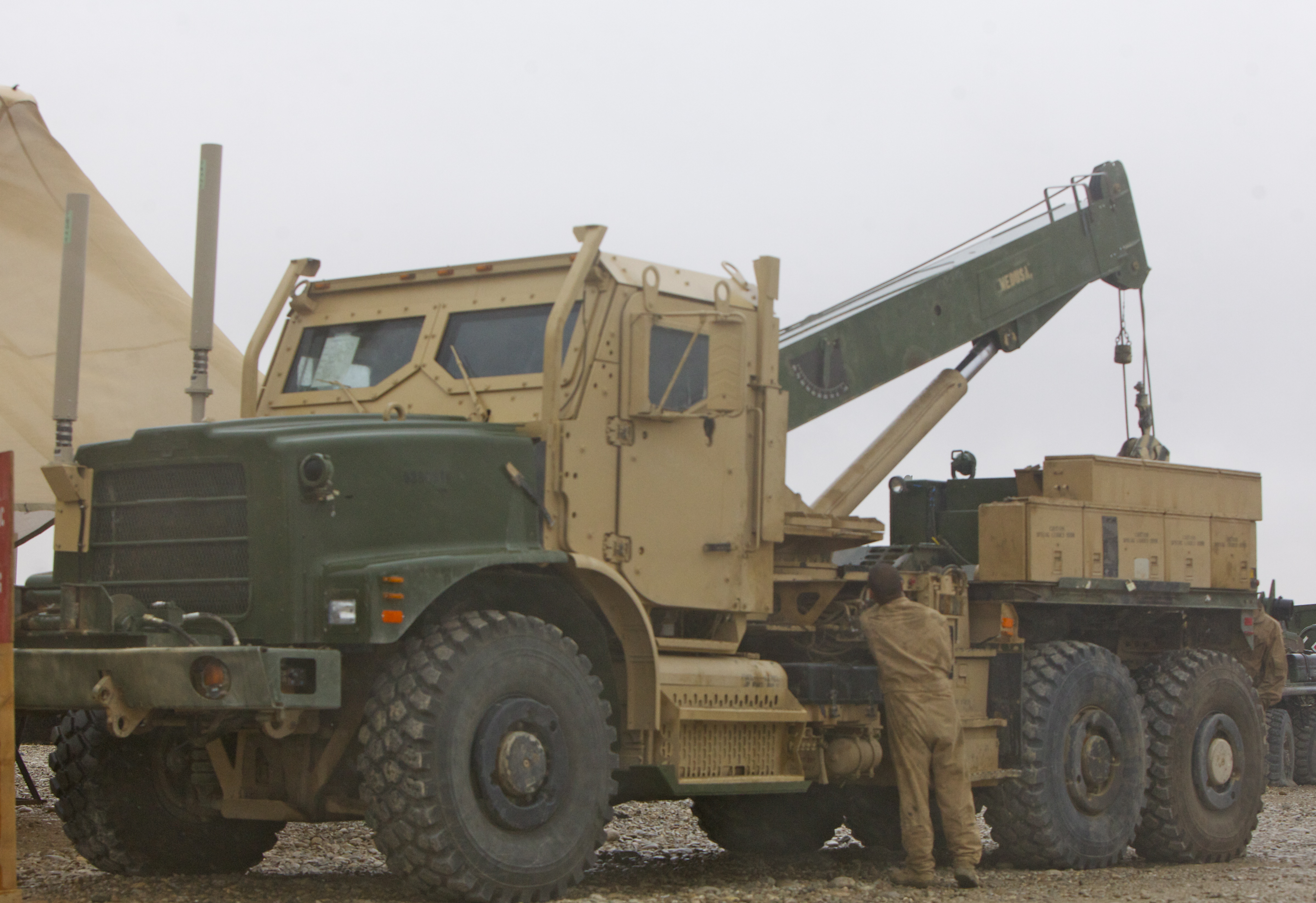
Обозначение эвакуатора MTVR - MK36, этот экземпляр оснащен бронированной кабиной.
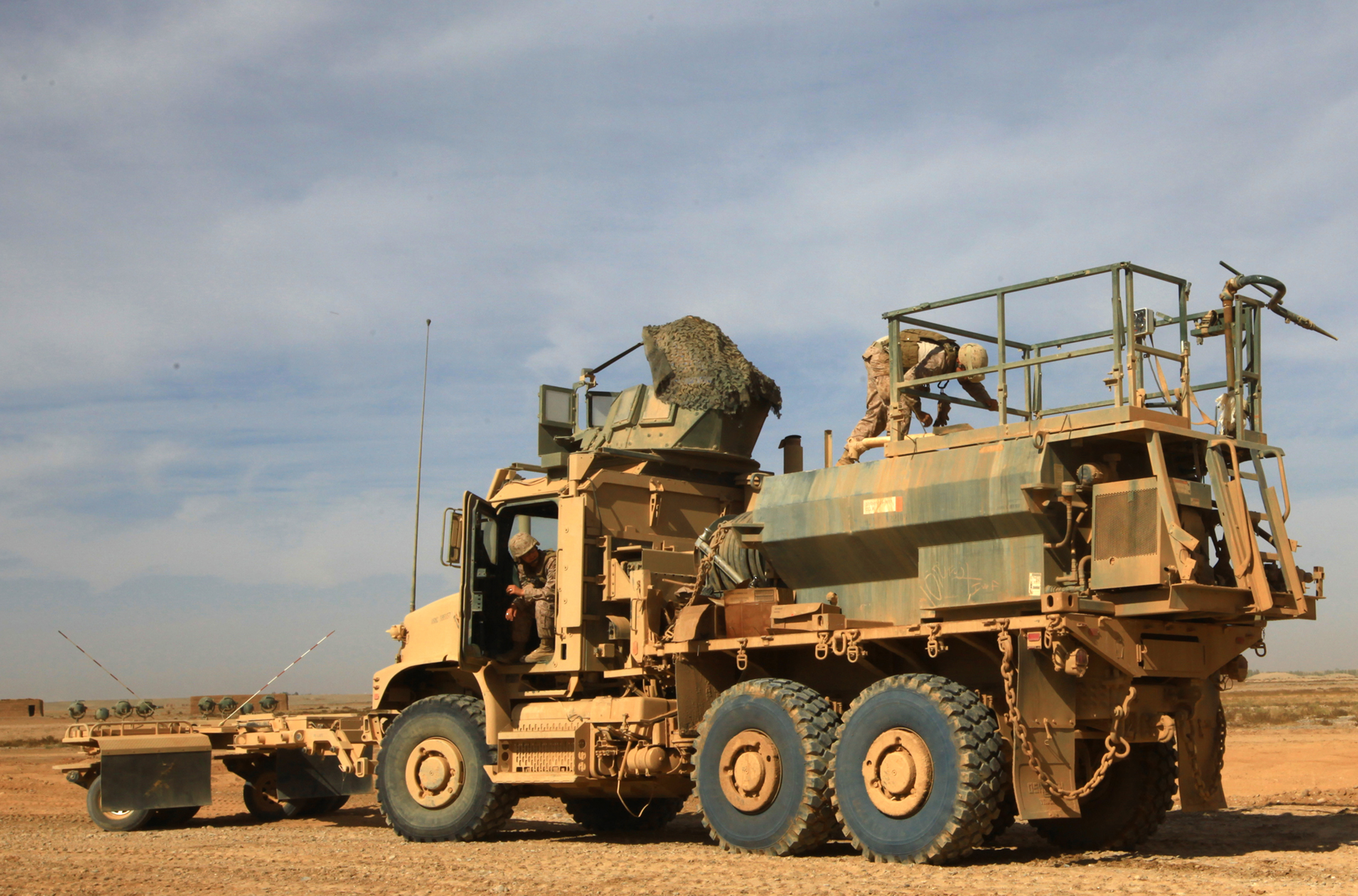
Обозначение стандартных грузовых MTVR с колесной базой 4,674 м - MK23 или MK25 (с лебедкой). Этот экземпляр имеет бронированную кабину и оснащен минными катками.
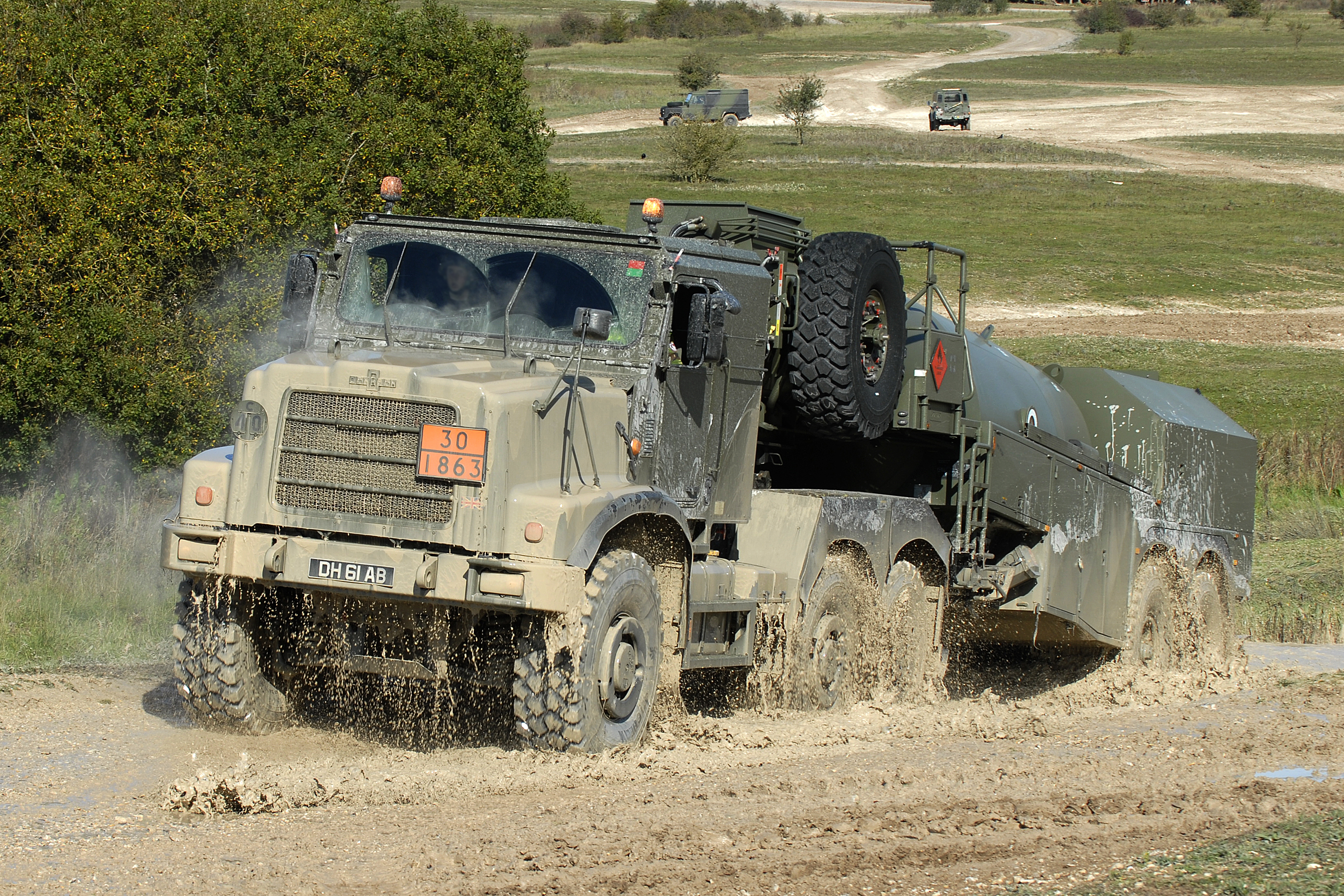
В 2003 г. Великобритания стала первым экспортным заказчиком MTVR, заказав 218 CST (топливные цистерны); 82 TAR (показаны здесь)) и 48 CST (цистерны для перевозки воды)

## Операторы
- Египет[8]

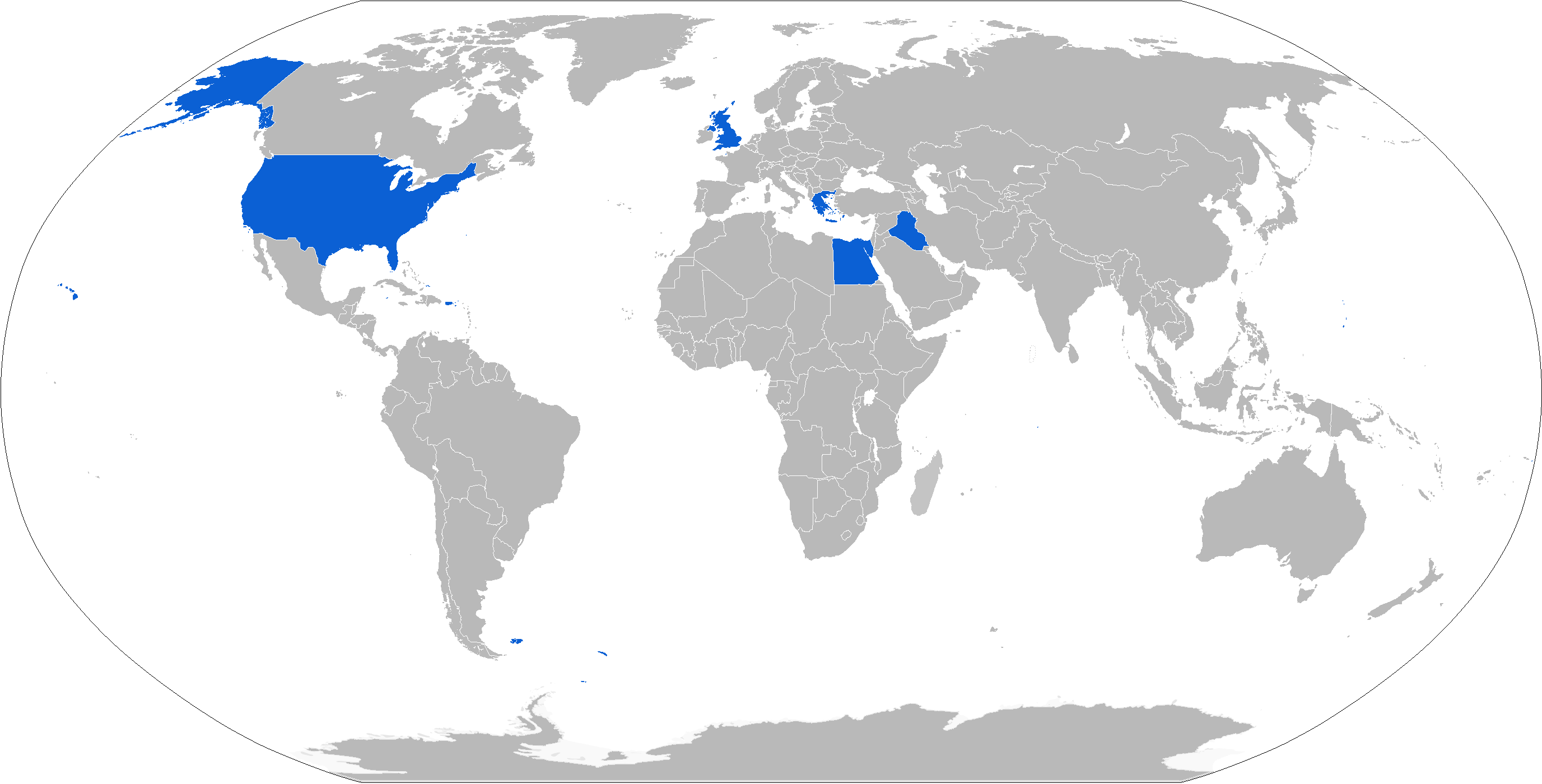
Map with Oshkosh MTVR operators in blue

- Греция - 73: 18 шасси MK27 были поставлены ELBO (Hellenic Vehicle Industry) в течение 2004 г. Еще 15 шасси MK27 были поставлены в течение 2005 г., а в октябре 2006 г. было поставлено еще 40 шасси MK27. Первоначальные поставки (2004/2005 гг.) - эвакуаторы, поставленным Eyal of Israel, а поставка в октябре 2006 г. - грузовики для перевозки боеприпасов к ОБТ Leopard греческой армии[2][8]
- Ирак[8]
- Великобритания - 357:  В марте 2003 г. Великобритания стала первым экспортным покупателем MTVR. Стоимость контракта топливных цистерн оценивается примерно в 160 миллионов фунтов стерлингов (250 миллионов долларов США) на первоначальное приобретение транспортных средств и поддержку в течение 15 лет. Контракт предусматривал 218 топливных цистерн (CST) (топливо); 82 автозаправщика (TAR) и 48 CST (вода); также реализован опцион на дополнительные девять CST (водовозы) [2][8]
- США - 11 359 доставлено Корпусу морской пехоты и ВМС США